# Nagibni vlak
Nagibni vlak je vlak, koji može postići veće brzine na konvencionalnim prugama u odnosu na konvencionalne vlakove. Kao i sva druga vozila, koja prolaze krivinom nekom brzinom, nezavisni objekti unutar njih dobivaju moment gibanja prema naprijed koji više ne leži pravocrtno u smjeru gibanja vozila. To može izazvati klizanje objekata, padanje na pod, sjedeći putnici osjećaju pritiskanje na jednu stranu, stajaći putnici gube ravnotežu. Nagibni vlakovi nastoje protudjelovati toj neugodi.
Nagibni vlakovi su vlakovi čiji se gornji dio, tamo gdje sjede putnici može nagnuti u stranu. U zavoju na lijevo se naginje nalijevo, kako bi se kompenzirao centrifugalni pritisak na desnu stranu i obrnuto.
Vlak može biti konstruiran tako, da inercijalne sile samo uzrokuju naginjanje (pasivno naginjanje) ili se naginjanje može aktivno pokrenuti pomoću računala (aktivno naginjanje).

## Tehnologija
Najčešći problemi s bolesti kretanja "morskom bolesti" su povezani s činjenicom nemogućnosti trenutačnog odgovora tradicionalnog servo mehanizma na promjenu sila trajektorije. Čak i najmanji poremećaji koji čak i nisu jako primjetljivi uzrokuju mučninu zbog svoje neprirodnosti. Zbog toga pasivno naginjanje daje vrlo loše rezultate.
Moderni nagibni vlakovi imaju signalnu tehnologiju koja poznaje željezničku prugu ispred sebe i u mogućnosti je poslati vrlo precizan kontrolni signal svakom vagonu posebno (aktivno naginjanje). Time su se pritužbe o mučnini bitno smanjile.

### Sustavi naginjanja
- pasivna nagibna tehnika - sanduci vagona se nalaze iznad težišta. Zbog toga se naginju pod utjecajem centrifugalne sile u donjem dijelu prema van, u gornjem dijelu prema unutra. Vibracije se smanjuju korištenjem amortizernih elemenata. Kut naginjanja je ograničen na 3,5°. Zbog toga je dobitak na brzini u zavojima značajno manji nego korištenjem aktivnih sustava. Pasivna nagibna tehnika nije primjerena za spomena vrijedna smanjenja voznog vremena i služi samo poboljšanju komfora u vožnji.
- aktivna nagibna tehnika - hidraulički cilindri ili električni koračni motor koji prenosi okretni pomak u linearni pomak koji dovodi do naginjanja sanduka vagona. Kut naginjanja može iznositi do 8°.
- Postoje miješani oblici sustava naginjanja, npr. u Japanu, kao pasivni sustavi naginjanja, kod kojih se sam nagib aktivno pokreće i zaustavlja.

### Postojeći sustavi naginjanja

#### Pendolino (aktivni)
Sustav se temelji na hidrauličkim cilindrima. Sanduk vagona se može naginjati najviše 8°. U postoljima se nalaze senzori ubrzanja za upravljanje naginjanjem.

#### Neicontrol-e (aktivni)
Sustav koji je razvio Adtranza (danas Bombardier) temelji se na sustavu, koji se koristi u Leopard II tenku, koji služi za pouzdano ciljanje čak i pri brzoj vožnji preko neravnog terena. Kako bi se to postiglo, top tenka se uvijek izravnava koristeći nagibnu tehnologiju. Prepravljen sustav za primjenu u vlakovima koristi umjesto hidraulike (kao kod sustava Pendolino) koračne elektromotore. Motori pogone navoje vretena, pomoću kojih se okretni moment motora pretvara u linearne pomake (poprečne). Bez nagiba se vreteno nalazi točno u sredini. Po postolju je potreban jedan motor. Nagib iznosi najviše 8°.

#### Talgo (pasivni)
Na sanduk vagona se primjenjuje ovjes iznad težišta vagona kao visak. Zbog toga se primjenjuje veća snaga prema van nego prema dolje i sanduk se naginje u gornjem dijelu prema zavoju, a u donjem dijelu nasuprot zavoju.
S tom tehnikom je najveći mogući kut naginjanja 3,5°. Brzine koje se ovime mogu postići su neznatno manje od aktivnih tehnologija. Sustav je jeftiniji i jednostavniji od aktivnih sustava. Ovaj sustav najviše doprinosi jedino komforu putovanja.

#### GNT
Geschwindigkeitsüberwachung Neigetechnik je sustav, koji služi dodatno za poboljšanje naginjanja. Sustav se temelji na posebnim balizama, koje se nalaze uzduž trase i koje vozilu unaprijed šalju podatke o brzini s ili bez naginjanja. Računalo vozila određuje brzinu, ovisno o informaciji iz baliza.

### Koncepti senzora
Kod aktivnog sustava naginjanja postoji još i razlikovanje između različitih sustava upravljanja i pripadne senzorike:
- inercijalni sustav - mjeri se barem bočno ubrzanje preko inercijalnih senzora i prema tome se namješta naginjanje. Skoro sve sadašnje primjene koriste inercijalne sustave.
- potpuni sustav - u tri dimenzije se mjere svih šest sustav slobode (3 ubrzanja i tri brzine naginjanja) te se prema tome namješta nagib. Ovo rješenje se dosad vrlo rijetko koristi pri pokusnim i mjernim vožnjama, jer je potreba mjerenja parametara prezahtjevna naspram dobivenog poboljšanja kvalitete.
- nepotpuni sustav - u tri dimenzije se ne mjere preko senzora svih šest sustava slobode (3 ubrzanja i tri brzine naginjanja) i ne namješta se nagib. Ovaj sustav je zbog velikih pogrešaka mjerenja podlegao potpunom sustavu.
- sustav baziran na znanju - nužan nagib se čita ovisno o trenutnoj poziciji vlaka (na kilometru pruge ovisno o geometriji pruge) iz baze podataka. Sustav koji se bazira isključivo na znanju nije bez senzora dovoljno robustan na smetnje i zbog toga nije primjenjiv.

Postoje različite konfiguracije mjernih uređaja u vozilima: rijetko se mjeri u sanduku vagona, gdje treba postići komfor. Najčešće se mjeri kod postolja, gdje se osjete smetnje iz pružnog predjela.

### Posebni uvjeti
- Za lokomotivu samu je nagibna tehnika nevažna, jer postupak suži isključivo povećanju komfora u vožnji, ali nema nikakvog utjecaja na vučna svojstva. Ako se ne koristi nagibna tehnologija, vođenje za veće brzine se ostvaruje nadvišenjem zavoja.
- Kod električnih vlakova se na krovu montirani pantografi ne smiju naginjati, kako se ne bi izgubio kontakt s kontaktnom mrežom.

Za to postoji nekoliko rješenja:
- Vozilo, koje ima pantograf, ne naginje se. Takva rješenja se često primjenjuju u motornim jedinicama motornih vlakova.Najčešće u samim pogonskim glavama bez putnika, koje se ne naginju, dok se ostatak vagona naginje (komfor putnika). Ako je pogonski vagon u sredini vlaka, u ovakvom slučaju se takav, ako nije predviđen za prijevoz putnika, ne naginje, dok se ostatak vlaka s putnicima naginje u zavojima.
- Pantograf se nalazi na nenagibljivom okviru, koji ne prianja na postolje.
- Pantograf se nalazi na pomoćnom okviru na krovu vozila i naginje se aktivno korištenjem mehanizma nasuprot naginjanju sanduka vagona.

## Isplativost
Nagibna vožnja u zavojima omogućuje smanjenje vremena vožnje od najviše 30%. Smanjenje vremena vožnje dovodi (neovisno o tome na koji način je dobiveno) do dvije moguće ekonomske prednosti:
- Produktivnost raste, jer jedno vozilo (uključujući i osoblje) može u zadanom vremenu napraviti veći transportni volumen. Kada se kod nailaženja na zavoje manje koči i kasnije manje ubrzava, može se uštedjeti energija.
- Mnogi putnici smatraju brze veze atraktivnijima. Zbog toga će neminovno porasti broj putnika kao njihova spremnost plaćanja za kvalitetniju uslugu.

Obje prednosti dolaze do izražaja samo, kada se ubrzanje stvarno može koristiti, a ne dovodi do produženih vremena stajanja na stanicama (veći obim putnika) i vremena presjedanja se ne povećaju (zato što je vlak ranije na mjestu presjedanja).
Ponovno trasiranje jedne pruge dovodi u pravilu do većih troškova opremanja nego nagibna tehnologija.
Nagibna tehnologija se ne isplati, ako je pruga većinom ravna, te ako naginjanje nije moguće zbog bočnih prepreka (uski tuneli sa zavojima).
Nagibna tehnologija je također podložna kvarovima, koji ne mogu nastati ako se ona ne koristi.
Češća nagibanja na jednu stranu nego na drugu, ako je pruga na taj način projektirana, također dovode do većeg trošenja jedne strane osovine i samih šina, zbog preraspodjele tereta pri naginjanju.

## Povijest
Već u 1950 godinama su postojali pokusi s nagibnom tehnologijom u Njemačkoj, Francuskoj, Italiji, Švedskoj, Velikoj Britaniji i drugim zemljama.
Nakon svjetskog rata su fracuski inženjeri isprobavali pasivnu tehnologiju sa sandukom vagona koji je bio ovješen kao visak, koji se mogao naginjati do 18°. Te probe nisu bile uspješne.
U Njemačkoj se nagibna tehnologija isprobava od 1965 godine. Postojali su određeni vlakovi koji su se 1970 proizvodili, i koji su se mogli naginjati do 2°. U ono doba nije postojala dovoljno pouzdana i precizna tehnologija regulacije nagiba, samo 2 vlaka su sagrađena na bazi te tehnologije.
U Velikoj Britaniji je stvaran vlak APT, "Advanced Passanger Train". Iako su postojale mnoge obećavajuće probne vožnje, vlak je prometovao u redovnom prometu samo 2 dana. Tehnologija je na kraju radila kao što je predviđeno, ali previše tehničkih novosti i u ondašnje vrijeme nemogućnosti razumijevanja ispravnog korištenja su dokrajčili projekt.
U Švicarskoj su se radili probe s putničkim vagonima 1970-ih godina s nagibnom tehnologijom, premda se na kraju odustalo od koncepta.